# Asperula breviflora
Asperula breviflora är en måreväxtart som beskrevs av Pierre Edmond Boissier. Asperula breviflora ingår i släktet färgmåror, och familjen måreväxter.
Artens utbredningsområde är Syrien. Inga underarter finns listade i Catalogue of Life.